# Philharmonisches Bläserquintett Berlin
Das Philharmonische Bläserquintett Berlin  ist ein Holzbläserquintett der Berliner Philharmoniker. Es wurde 1988 gegründet und spielte bis 2009 in unveränderter Besetzung.

## Mitglieder
Die Mitglieder des Ensembles sind
- Michael Hasel, Flöte
- Andreas Wittmann, Oboe
- Walter Seyfarth, Klarinette
- Fergus McWilliam, Horn
- Marion Reinhard, Fagott

Bis 2009 war Henning Trog der Fagottist des Ensembles.

## Geschichte und Wirken
In der Geschichte der Kammermusikvereinigungen der Berliner Philharmoniker ist es das erste kontinuierlich zusammenarbeitende Bläserquintett. Die Aktivitäten des Ensembles umfassen Konzertverpflichtungen in Deutschland sowie Tourneen in Europa und Übersee.
Das Philharmonische Bläserquintett ist Gast bei den Berliner Festwochen, der Quintett-Biennale Marseilles, dem Rheingau-Festival und den Salzburger Festspielen. Das Repertoire des Ensembles umfasst neben dem Spektrum der Quintettliteratur von Klassik bis zur Avantgarde auch Werke in erweiterter Besetzung, zum Beispiel die Sextette von Janáček  und Reinecke oder die Septette von Hindemith und Koechlin.
Daneben nimmt die Zusammenarbeit mit den Pianisten Stephen Hough, Jon Nakamatsu, Lilya Zilberstein und Lars Vogt in den letzten Jahren weiteren Raum ein. Ihre Rundfunk- und Fernsehübertragungen werden international gesendet und es bestehen zahlreiche CD-Einspielungen für das schwedische Label BIS.